# Mass Romantic
Mass Romantic är det kanadensiska indierockbandet The New Pornographers första studioinspelade album. Albumet släpptes första gången i november 2000 men kom senare ut i en ny utgåva 2003.
Albumet vann en Juno Award för bästa alternativa album.

## Låtlista
1. "Mass Romantic" (Carl Newman) - 4:11
2. "The Fake Headlines" (Carl Newman) - 2:45
3. "The Slow Descent into Alcoholism" (Carl Newman) - 3:56
4. "Mystery Hours" (Carl Newman) - 3:11
5. "Jackie" (Dan Bejar) - 2:46
6. "Letter from an Occupant" (Carl Newman) - 3:46
7. "To Wild Homes" (Dan Bejar) - 3:33
8. "The Body Says No" (Carl Newman) - 3:56
9. "Execution Day" (Dan Bejar) - 2:59
10. "Centre for Holy Wars" (Carl Newman) - 3:06
11. "The Mary Martin Show" (Carl Newman) - 3:19
12. "Breakin' the Law" (Dan Bejar) - 3:27